# NHLRC4
NHLRC4 (англ. NHL repeat containing 4) – білок, який кодується однойменним геном, розташованим у людей на 16-й хромосомі. Довжина поліпептидного ланцюга білка становить 123 амінокислот, а молекулярна маса — 12 631.
| 10         |  | 20         |  | 30         |  | 40         |  | 50         |
| ---------- |  | ---------- |  | ---------- |  | ---------- |  | ---------- |
| MLGLEGPCWV |  | GPGPDGGLAV |  | SEEFGDVRLF |  | GSARQPLGSL |  | GGWTGHTFGC |
| PAGICSNSEG |  | NVIVADEQRR |  | QVTLFPRAGP |  | PICLVSEGLG |  | QPLGVACAPQ |
| GQLLVADAKD |  | NSIKVYQGLK |  | ELA        |  |            |  |            |

A: Аланін

C: Цистеїн

D: Аспарагінова кислота

E: Глутамінова кислота

F: Фенілаланін

G: Гліцин

H: Гістидин

I: Ізолейцин

K: Лізин

L: Лейцин

M: Метіонін

N: Аспарагін

P: Пролін

Q: Глутамін

R: Аргінін

S: Серин

T: Треонін

V: Валін

W: Триптофан